# Плајита (Салинас, Порторико)
Плајита (шп. Playita, Salinas) село је у општини Салинас у америчкој острвској територији Порторико, острвској држави Кариба.

## Демографија
По попису из 2010. године број становника је 553, што је 120 (-17,8%) становника мање него 2000. године.
| Група             | 2000.       | 2010.       |
| Белци             | 4 (0,6%)    | 5 (0,9%)    |
| Афроамериканци    | 83 (12,3%)  | 125 (22,6%) |
| Азијати           | 1 (0,1%)    | 0 (0,0%)    |
| Хиспаноамериканци | 667 (99,1%) | 547 (98,9%) |
| Укупно            | 673         | 553         |